# زين فريزر
زين فريزر (بالإنجليزية: Zane Frazier)‏ هو فنان قتال مختلط أمريكي، ولد في 16 يوليو 1966 في فينيكس في الولايات المتحدة.

## وصلات خارجية
- زين فريزر على موقع كلية كرة السلة في سبورتس رفرنس.كوم (الإنجليزية)
- زين فريزر على موقع يو إف سي (الإنجليزية)
- زين فريزر على موقع شيردوغ (الإنجليزية)
- زين فريزر على موقع Tapology.com (الإنجليزية)
- زين فريزر على موقع IMDb (الإنجليزية)
- زين فريزر على موقع قاعدة بيانات الفيلم (الإنجليزية)